# Установка конверсії олефінів у Балонгані
Установка конверсії олефінів у Балонгані — складова частина нафтопереробного та нафтохімічного комплексу індонезійської компанії Pertamina, розташованого на північному узбережжі острова Ява за півтори сотні кілометрів на схід від Джакарти.
У другій половині 2000-х на баланганському нафтопереробному заводі розпочали проект зі збільшення виробітку пропілену. Для цього вирішили задіяти етилен та бутилен, що містяться у відхідних газах установки каталітичного крекінгу важких фракцій нафти (Residue Catalytic Cracking, RCC). Із вилученої з них фракції С4 спершу виділяють ізобутилен, після чого спрямовують залишок для метатези із етиленом у пропілен.
Введена в експлуатацію у 2013 році установка метатези має потужність у 179 тисяч тонн пропілену на рік, що значно збільшило загальну виробітку цього продукта на НПЗ (до того при каталітичному крекінгу могли отримувати 250 тисяч тонн пропілену).